# Ensenada Airport
Ensenada Airport är en flygplats i Mexiko.   Den ligger i kommunen Ensenada och delstaten Baja California, i den nordvästra delen av landet, 2 200 km nordväst om huvudstaden Mexico City. Ensenada Airport ligger 14 meter över havet.
Terrängen runt Ensenada Airport är platt åt sydväst, men åt nordost är den kuperad. Havet är nära Ensenada Airport västerut. Runt Ensenada Airport är det glesbefolkat, med 8 invånare per kvadratkilometer. Närmaste större samhälle är Ensenada, 8,0 km norr om Ensenada Airport. Omgivningarna runt Ensenada Airport är i huvudsak ett öppet busklandskap.